# Pseudooxythyrea
Pseudooxythyrea is een geslacht van kevers uit de familie bladsprietkevers (Scarabaeidae). Het geslacht werd voor het eerst wetenschappelijk beschreven in 1985 door Baraud.

## Soorten
- Pseudooxythyrea bordesi (Peyerimhoff, 1929)